# Luzerne marine
Medicago marina
Espèce
Classification phylogénétique
La Luzerne marine ou Luzerne maritime (Medicago marina) est une espèce de plantes à fleurs du genre Medicago (les Luzernes) et de la famille des Fabacées (ou Légumineuses). Elle pousse sur les sables du littoral, et se reconnaît aisément à ses tiges rampantes, ses petites fleurs jaunes et surtout son abondante pilosité blanche.

## Description

### Écologie et habitat
C'est une plante vivace poussant sur les dunes, les plages de sable de tout le littoral méditerranéen et sur les rivages de l'Atlantique (la Bretagne étant en principe sa limite septentrionale).
La floraison a lieu de mars à juillet.

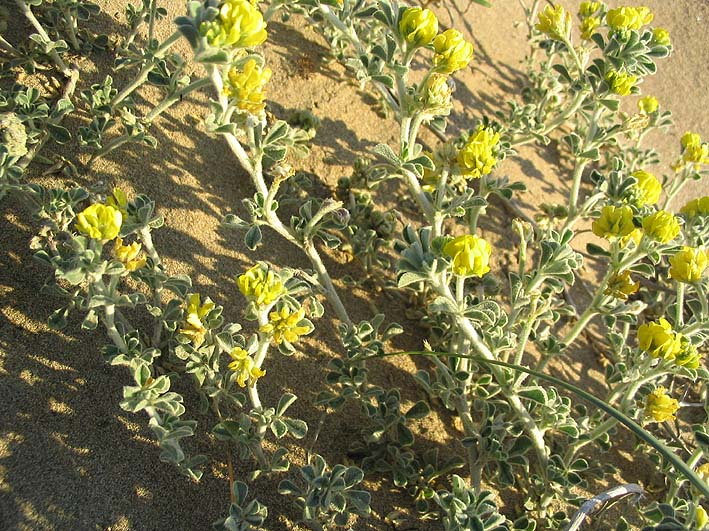
Vue d'ensemble de la plante.

- Pollinisation : entomogame.
- Dissémination : épizoochore.

### Morphologie générale et végétative
Plante herbacée à tiges rampantes à ascendantes, d'une hauteur de 10 à 50 cm. L'ensemble de la plante est recouvert d'un épais feutre blanc. Feuilles alternes trifoliolées à stipules ovoïdes et pointues, entières ou légèrement dentées. Folioles ovoïdes terminées en pointe.

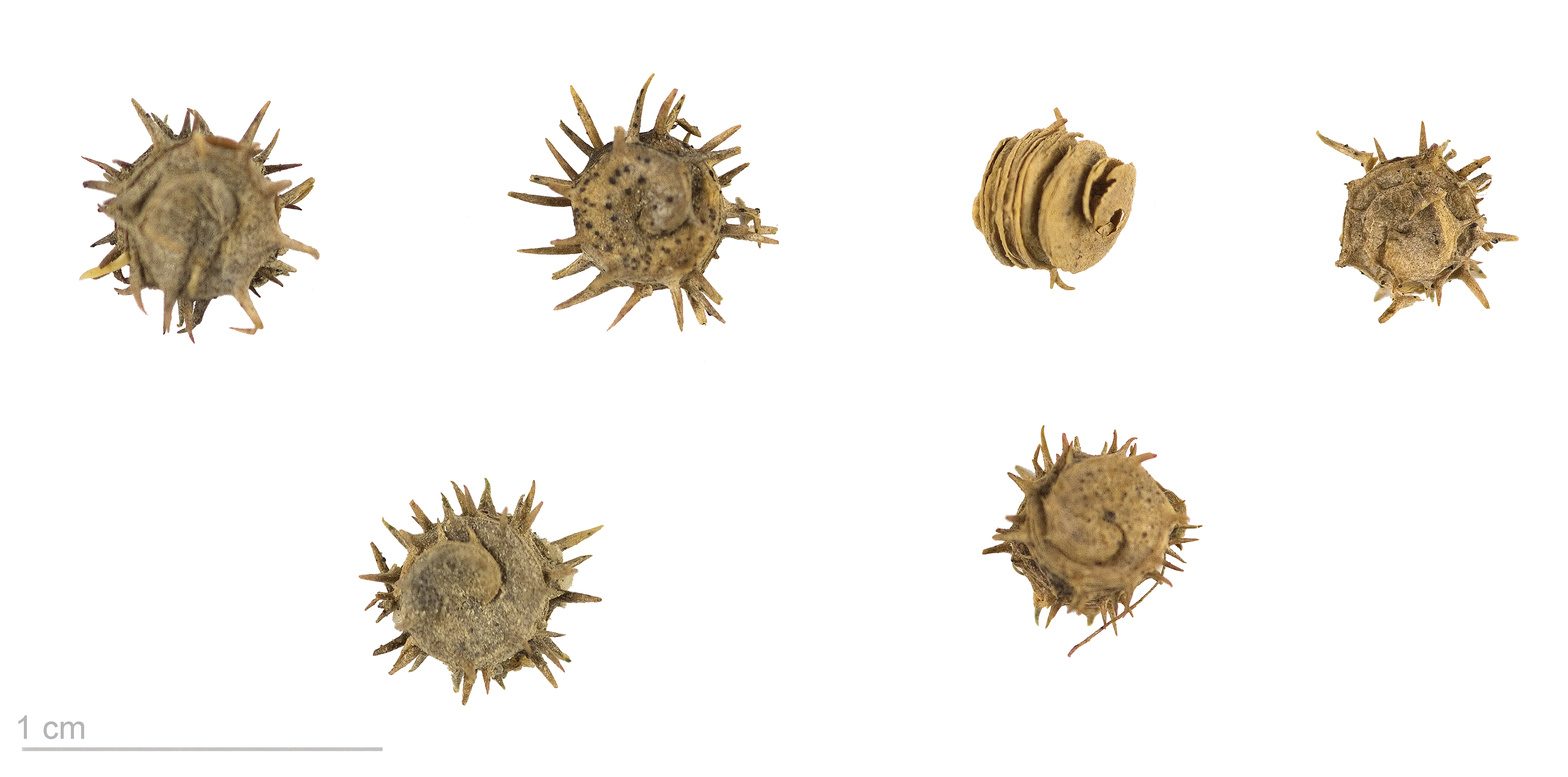
Medicago marina au Muséum de Toulouse.

### Morphologie florale
Inflorescence en racème capituliforme portant de 5 à 12 fleurs jaune vif (soufré à doré). Les fleurs (5 à 10 mm) ont un calice tubulé à 5 dents. Corolle papilionacée avec un étendard plus long que les ailes et la carène. 10 étamines. Ovaire supère monocarpellé.

### Fruit et graines
Les fruits sont des gousses enroulées à deux ou trois spirales avec un trou central, garnies d'un duvet blanc dont dépassent deux rangées de petites épines. Graines lisses et réniformes (3 à 5 mm).